# Rassemblement Social Chrétien de la Liberté
Het Rassemblement Social Chrétien de la Liberté (RSCL) was een Belgische scheurlijst van de toenmalige unitaire CVP, die onder leiding van André Saint-Rémy en Jean Evrard opkwamen bij de parlementsverkiezingen van 11 april 1954.
De lijst behaalde 42.979 stemmen en 1 parlementszetel in de Provincie Brabant. In 1955 vervoegden beiden zich opnieuw bij de CVP en werden later lid van de Centre Politique des Indépendants et des Cadres (CEPIC), een strekking binnen de PSC. Evrard kwam in 1961 op met een eigen lijst genaamd Rassemblement National. 